# Port lotniczy Wyspy Agalega
Port lotniczy Wyspy Agalega – mały port lotniczy położony w miejscowości Vingt Cinq (Wyspy Agalega), w Mauritiusie.